# ハイロ・トーレス
イアン・ハイロ・ミサエル・トーレス・ラミレス（Ían Jairo Misael Torres Ramírez、2000年7月5日 - ）は、メキシコ・ハリスコ州グアダラハラ出身のプロサッカー選手。FCフアレス所属。ポジションは FW。

## クラブ経歴
11歳の時にアトラスFCのユースアカデミーに入り、2016年に16歳でトップチームに昇格。11月20日のチアパスFC戦で、後半開始から起用されプロデビュー。2018-19シーズン以降出場機会が増え、2019-20シーズンは27試合4ゴールを決めた。
2022年2月19日、シカゴ・ファイアーFCと3年契約を締結。加入1年目の2022年シーズンは負傷に悩まされ、10月でシーズン終了。リーグ戦14試合の出場にとどまった。

## 代表歴
2017年にインドで開催された2017 FIFA U-17ワールドカップに、U-17のメキシコ代表で出場。グループFで3位に入り、決勝トーナメント進出に貢献。2019年10月にフル代表に初招集。2日のトリニダード・トバゴ戦で代表戦初出場を果たした。